# ريشاباناثا
ريشاباناثا، أو رساباديفا (بالهندية: ऋषभदेव)، أو ريشاباديفا، أو رسابا أو إكشفاكو، هو التيرثانكارا (صاحب العبور، المخلّص) الأول في الجاينية. كان ريشاباناثا الأول من التيرثانكارات الأربعة والعشرين في نصف الدور الحالي حسب الكونيّات الجاينية، وسُمّي «صاحب العبور» لأن تعاليمه تساعد المرء على عبور بحر التناسخات والموتات الذي لا نهاية له. تقول الأساطير إنه عاش قبل ملايين السنين. كان ريشاباناثا الخليفة الروحي لسامبراتي باغوان، وهو التيرثانكار الآخر من الدور الزماني السابق. يُعرَف ريشاباناثا أيضًا باسم أديناثا (أدي، «أوّل»، وناثا، «سيّد»)، وأديشفارا (أول جينا)، ويوغاديديفا (أول ديفا في اليوغا)، وبراثاماراجشوارا (أول إله ملك)، ونبهيا (ابن نبهي).  يعد ريشاباناثا من التيرثانكارات الخمسة الذين تتوجه إليهم معظم عبادة الجاينيين، وهم ماهافيرا، وبارشفاناث، ونميناث وشانتيناث، وريشاباناثا.
حسب الروايات التراثية، وُلد ريشاباناثا للملك نبهي والملكة ماروديفي في مدينة أيوديا شمال الهند، وتسمّى المدينة أيضًا فينيتا. كان له زوجتان، سوناندا وسومانغالا. توصف سومانغالا بأنها أم تسعة وتسعين ابنًا (منهم باراتا)، وابنة واحدة، براهمي. أما سوناندا فتوصف بأنها أم باهوبالي وسونداري. ذكّر موتُ نيلانجا، أحد راقصي إندرا، ذكّر ريشاباناثا بالطبيعة العابرة للكون، ونمت فيه رغبة للتخلّي.
بعد أن تخلّى عن حياته الدنيوية، تقول الاسطورة إنه ساح بلا غذاء سنة كاملة. يحتفل الجاينيون باليوم الذي أكل فيه أول مرة، بعيد اسمه أكشايا تريتيا. حاز ريشاباناثا الموكشا على جبل أسثابادا (كايلاش). كتب جيناسينا نص أدي بورانا، وهو رواية عن حياة ريشاباناثا وتعاليمه. من أيقوناته تماثيل ضخمة منها تمثال أهيمسا، وباوانغاجا، والتماثيل المنصوبة في هضبة غوباتشال. من أيثوناته أيضًا الثور المسمى، وهو رمزه، وشجرة نياغرودا، وغوموخا (وجه الثور) ياكشا، وتشاكريشفاري ياكشي.

## حياته في التراث الجايني
يعرف ريشاباناثا بأسماء عديدة منها أديناثا وأديشوارا، ويوغاديفا ونبهيا. آدي بورانا نص جايني مقدس يروي حياة ريشاباناثا وتناسخاته العشرة السابقة. يصوّر التراث الجايني حياة التيرثانكارا في خمسة أحداث ميمونة تسمى بانكا كالياناكا. هذ الأحداث هي حمل الأم (غاربا)، والولادة (جانما)، والتخلّي (تابا)، وكمال العلم (كيفالياغيانا، والتحرر (موكشا).
حسب النظرة الكونية الجاينية، ليس للكون بداية زمانية أو نهاية. و«التاريخ الكوني» الجايني يقسم الدور الزماني إلى نصفين (أفاساربيني وأوتساربيني)، وفي كل نصف ستة أعمدة تقوم به، وتبقى هذه الأدوار تتكرر دائمًا. يظهر في كل نصف أربعة وعشرون تيرثانكارا، ويؤسس الأول منهم الجاينية كل مرة. في دورنا الزماني هذا، كان ريشاباناثا أول تيرثانكارا، إذ وُلد في نهاية النصف الثالث (المعروف بسوساما دوساما آرا).
تعزو عدة فرق مختلفة في الجاينية تأسيس الجاينية في الدور الحالي إلى ريشاباناثا. من حيث التاريخ، يقول الجاينيون إن ريشاباناثا عاش قبل ملايين السنين. ويُعتقد إنه ولد قبل 592.704 × 1018 عام، وأنه عاش 8,400,000 بورفا. وُصف طوله في النصوص الجاينية بأنه 500 قوس، أي نحو 1500 مترًا (4920 قدمًا). توجد أوصاف غير إنسانية مشابهة في التيرثانكارات الواحد والعشرين التالين من حيث الطول والعمر، حسب ما قال كريستي ويلي، وهو باحث في جامعة كاليفورنيا بريكلي معروف بمنشوراته عن الجاينية. يقول معظم علماء الهنديات إن أول 22 تيرثانكارا عاشوا قبل التاريخ، أو في التاريخ ثم أصبحوا جزءًا من الميثولوجيا الجاينية. ولكن من الكتاب الجاينيين والباحثين الهنديين من يقول إن بعضًا من أوائل التيرثانكارات الواحد والعشرين شخصيات تاريخية، وأن الصفات المضخمة لهم نتاج الميثولوجيا.
يقول سارفيبالي راداكريشنان، بروفسور الأديان المقارنة في جامعة أوكسفورد، الذي أصبح بعد ذلك الرئيس الثاني في الهند، إن الأدلة تظهر أن ريشابديفا كان يُعبَد في القرن الأول قبل الميلاد. تذكر الياجورفيدا أسماء ثلاثة تيرثانكارات، هم ريشابا وأجيتاناثا وأريشتانيمي، ويقول راداكريشان إن «الباغافاتا بورانا تقول بأن ريشابا هو مؤسس الجاينية».

### ولادته
وُلد ريشاباناثا لنبهي وماروديفي، وهما ملكا أيوديا، في اليوم التاسع من النصف المظلم من شهر كايترا كريشنا نافامي. يقدّس الجاينيون أيوديا لارتباطها به، وهي في الهندوسية كذلك لولادة راما فيها. في التراث الجايني، ترى أم التيرثانكارا قبل مولده 14 حلمًا ميمونًا. يعتقد أن ماروديفي رأت هذه الأحلام في اليوم الثاني من شهر أشادا (من التقويم الجايني) كريشنا (المظلم). دلّت الأحلام على مولد التيرثانكارا حسب شرح الملك لزوجته.

### زواجه وأطفاله
كان لريشاباناثا زوجتان، سوناندا وسومانغالا. توصف سومانغالا بأنها أم تسعة وتسعين ابنًا (منهم باراتا)، وابنة واحدة، براهمي. أما سوناندا فتوصف بأنها أم باهوبالي وسونداري. تصرّح النصوص الجاينية أن ريشاباناثا علّم بناته براهمي وسنداري الكتابة البراهمية وعلم الأرقام، على الترتيب. تذكر سوترا البانافانا (القرن الثاني قبل الميلاد) وسوترا السامافايانغا (القرن الثالث قبل الميلاد) قائمة من كتابات كثيرة عُرفت في التراث الجايني القديم، وأوّلها الكتابة البراهمية التي سميت على اسم ابنة ريشابا. أما ابنه الأكبر باراتا، فيُقال إنه حكم الهند القديمة من عاصمتها أيوديا. وتصفه النصوص الجاينية بأنه كان عادلًا ورفيقًا، وغير متبع للثروة ولا الشهوات.

### حكمه وإدارته وتعاليمه
وُلد ريشاباناثا في البوغا بومي، أي في عصر السعادة التي لا تنقطع. ويُقال إن أحدًا لم يكن عليه أن يعمل في ذلك الزمن، بفضل أشجار معجزية تلبي أمنيات الناس، تسمى كالبافريكشا. ويُقال إن الناس كانوا يأتون الملك طلبًا للمساعدة بسبب انخفاض فعالية الأشجار مع مرور الوقت. عندها، تقول الرواية إن ريشاباناثا علمهم 6 مهن رئيسة. هذه المهن هي: (1) المسايفة للحماية (آسي)، (2)، علم الكتابة (ماسي)، (3) الزراعة (كريشي)،(4) المعرفة (فيديا)، (5) التجارة (فانيجيا)، (6) الصنائع والحِرَف (شِلب). بعبارة أخرى، يُنسب إلى ريشابا بدء زمن العمل (كارما بومي) بتأسيس الفنون والمهن اللازمة لأرباب البيوت لكي يحافظوا على معيشتهم. وترى الجاينية أن ريشاباناثا هو الذي اخترع النار وعلّمها للناس، والطهي، وكل المهارات اللازمة للعيش. بالإجمال، يُقال إن ريشاباناثا علّم الرجال 72 علمًا، وعلّم الناساء 64 علمًا. ويُقال إن مؤسسة الزواج إنما أتت بعد أن تزوّج هو. يقول بول دنداس، إن ريشاباناثا في الجاينية ليس مجرد معلم روحي، بل هو مؤسس المعرفة بصورها المختلفة. يصوَّر ريشاباناثا بأنه بطل حضاري في الدور الكوني الحاضر.
تقول المصادر التراثية إن ريشاباناثا كان أول ملك جعل عاصمته في فينيتاناغارا (أيوديا). ويُقال أيضًا إنه هو الذي أعطى أول قوانين الحكم للملوك. ويُقال إنه هو الذي أسس نظام الفارنا الثلاثي بناءً على المهن (المحاربون والتجار والعمال اليدويون). يُقال إن باراتا أضاف الفارنا الرابعة، براهمن، للنظام.

### تخلّيه
تتحدث الأساطير الجاينية عن رقص راقصين سماويين جرى في بهو قصر ريشاباناثا الملكي على يد إندرا، وهو الملك السماوي في السماء الأولى. ويُقال إن نيلانجانا، وهو أحد الراقصين، مات في وسط سلسلة من حركات الرقص القوية. يُقال إن موت نيلانجانا المفاجئ ذكّر ريشاباناثا بطبيعة العالم العابرة، وحثّه على التخلي عن مملكته وأسرته وثروته المادية. يُقال إنه بعدها قسّم مملكته على أبنائه المئة. يُقال إن باراتا حصل على مدينة أيوديا وباهوبالي حصل على بودانابور (تاكسيلا). ويُقال إن ريشاباناثا أصبح راهبًا في حديقة سيدهارتا، في ريف أيوديا، تحت شجرة أسوكا في اليوم التاسع من شهر كايترا كريشنا (التقويم الهندي).